# Epitafia katyńskie
Epitafia katyńskie – polski krótkometrażowy serial dokumentalny z 2010 r., poświęcony ofiarom zbrodni katyńskiej zamordowanym w Charkowie, Katyniu i Miednoje na wiosnę 1940 r. Reżyserami projektu byli Paulina Brzezińska, Maciej Dancewicz, Marek Drążewski, Paweł Pawlicki i Piotr Wejchert, a producentem firma Media Kontakt.

## Charakterystyka serialu
Serial został stworzony jako cykl miniatur filmowych. W każdym 3-minutowym odcinku, zostaje przedstawiona jedna z ofiar tzw. zbrodni katyńskiej. Bohaterowie serialu są przedstawieni nie tylko jako oficerowie WP, gdyż większość z nich była oficerami rezerwy, prowadzącymi różnego typu działalność zawodową. Tak więc autorzy serialu prezentują losy poszczególnych ofiar przedstawiając ich dorobek życiowy. Bohaterami serialu są duchowni, lekarze, artyści, sportowcy, prawnicy, uczeni – przedstawiciele inteligencji stanowiący elitę narodu. Pojawiają się postaci różnych wyznań, a także mniejszości etnicznych. Jednocześnie cała historia ukazana jest zwykle z punktu widzenia rodziny, przez co serial zawiera wiele wątków osobistych i opisów cech indywidualnych bohaterów. Narracja oparta jest na listach i wspomnieniach krewnych pomordowanych oraz ich towarzyszy niewoli.

Zasadą scenariuszową był wybór charakterystycznego wątku ich życiorysu, cechy charakteru, zasług na bitewnych polach, a także – ponieważ znaczna część ofiar była oficerami rezerwy i pracowała poza wojskiem, w cywilu - ich osiągnięć zawodowych lub naukowych. Poprzez te indywidualne portrety przybliżona została historia II RP – odzyskanie niepodległości po I wojnie światowej, powstania śląskie, powstanie wielkopolskie, wojna 1920 r., odbudowa państwa i walka ze wspólnym niemiecko-sowieckim najazdem w 1939 r. Wszystkie bowiem ofiary uczestniczyły w kluczowych wydarzeniach historii Polski.

W serialu wykorzystano materiały zarówno z archiwów państwowych jak i zbiorów prywatnych, a także wspomnienia Józefa Czapskiego, Józefa Mackiewicza i Stanisława Swianiewicza oraz fragmenty pamiętników odnalezionych w Katyniu.

## Spis odcinków
| n/o | Tytuł                       |
| --- | --------------------------- |
|     |                             |
| 01  | Kazimierz Dadej             |
|     |                             |
| 02  | Julian Gruner               |
|     |                             |
| 03  | Stefan Pieńkowski           |
|     |                             |
| 04  | Edward Ralski               |
|     |                             |
| 05  | Jan Leon Ziółkowski         |
|     |                             |
| 06  | Władysław Bukraba           |
|     |                             |
| 07  | Janina Lewandowska          |
|     |                             |
| 08  | Mieczysław Smorawiński      |
|     |                             |
| 09  | Karol Walter                |
|     |                             |
| 10  | Jakub Wajda                 |
|     |                             |
| 11  | Zygmunt Łotocki             |
|     |                             |
| 12  | Włodzimierz Godłowski       |
|     |                             |
| 13  | Adam Solski                 |
|     |                             |
| 14  | Ryszard Paszko              |
|     |                             |
| 15  | Mieczysław Birnbaum         |
|     |                             |
| 16  | Emánuel Aladár Korompay     |
|     |                             |
| 17  | Zygmunt Schantroch          |
|     |                             |
| 18  | Jan Ślaski                  |
|     |                             |
| 19  | Kazimierz Solski            |
|     |                             |
| 20  | Jan Józefat Potocki         |
|     |                             |
| 21  | Tadeusz Prauss              |
|     |                             |
| 22  | Kazimierz Ściesiński        |
|     |                             |
| 23  | Janusz Libicki              |
|     |                             |
| 24  | Aleksander Ślączka          |
|     |                             |
| 25  | Baruch Steinberg            |
|     |                             |
| 26  | Józef Bilewski              |
|     |                             |
| 27  | Józef Szewczyk              |
|     |                             |
| 28  | Zdzisław Dziadulski         |
|     |                             |
| 29  | Władysław Sebyła            |
|     |                             |
| 30  | Leonard Niemirowicz-Szczytt |
|     |                             |
| 31  | Karol Piotrowicz            |
|     |                             |
| 32  | Marcin Zieliński            |
|     |                             |
| 33  | Tadeusz Nodzyński           |
|     |                             |
| 34  | Tadeusz Kominek             |
|     |                             |
| 35  | Feliks Miszczak             |
|     |                             |
| 36  | Zdzisław Gozdawa-Kawecki    |
|     |                             |
| 37  | Stanisław Haller            |
|     |                             |
| 38  | Xawery Czernicki            |
|     |                             |

## Dane techniczne
Przy realizacji serialu współpracowały grupy rekonstrukcyjne MGRH II/18 pp, Milicja i ZOMO, AA7, Batalion Czata 49.

## Mecenasi projektu
Wsparcia finansowego udzielili: Energa S.A., Grupa LotosS.A., Ministerstwo Kultury i Dziedzictwa Narodowego, Muzeum II Wojny Światowej, Narodowe Centrum Kultury, PKO Bank Polski, Rada Ochrony Pamięci Walk i Męczeństwa, Telewizja TVN, Urząd do Spraw Kombatantów i Osób Represjonowanych, Urząd Marszałkowski Województwa Świętokrzyskiego i Urząd Miasta Stołecznego Warszawy.